# Efã Alaiê
Efã Alaiê ou Efom Alaiê (Efon Alaiye) é uma cidade do estado de Equiti, na Nigéria. Sua população é estimada em 317.990 habitantes, em sua maioria iorubás.